# Terre des Hommes (exposition)
Pour les articles homonymes, voir Terre des hommes (homonymie).

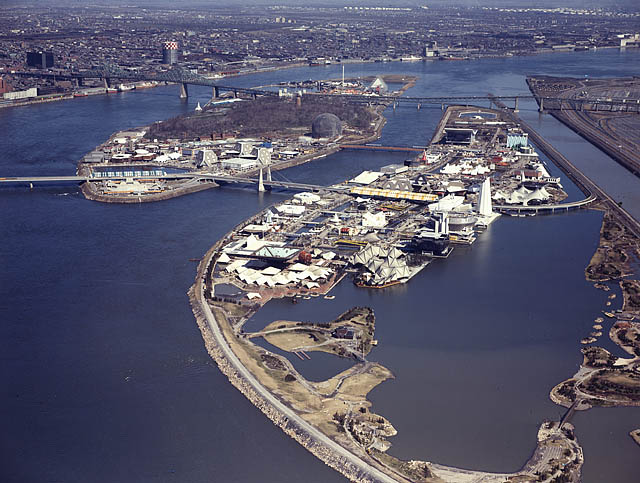
Les îles Notre-Dame et Sainte-Hélène qui accueillent Terre des Hommes, en 1967.

Terre des Hommes est une exposition permanente et la prolongation temporelle d'Expo 67, l'exposition universelle de Montréal, au Québec (Canada). Située sur les îles Sainte-Hélène et Notre-Dame, elle est inaugurée le 17 mai 1968 par le maire Jean Drapeau et est finalement fermée en 1981.

## Histoire

### Genèse
Expo 67 ayant connu un succès populaire au-delà de toute espérance, la vocation du site fait l'objet de maints questionnements et débats. Des promoteurs suggèrent d'en faire un complexe immobilier luxueux tandis que d'autres proposent de transformer les îles en campus international.
Le concept proposé par le maire Jean Drapeau l'emporte : le site de l'exposition deviendra une exposition permanente intitulée « Terre des Hommes » (reprenant le thème d'Expo 67). Les pavillons internationaux sont conservés ou recyclés en pavillons thématiques, tandis que d'autres édifices sont construits. La plupart des moyens de transport caractéristiques à l'Expo sont récupérés dont l'Expo Express, le train léger qui transporte les passagers sur le site, qui devient l'Express des Îles. Des concerts sont planifiés à la place des Nations. Le site est rouvert au public à partir du 17 mai 1968.

### Ajustements et enjeux financiers

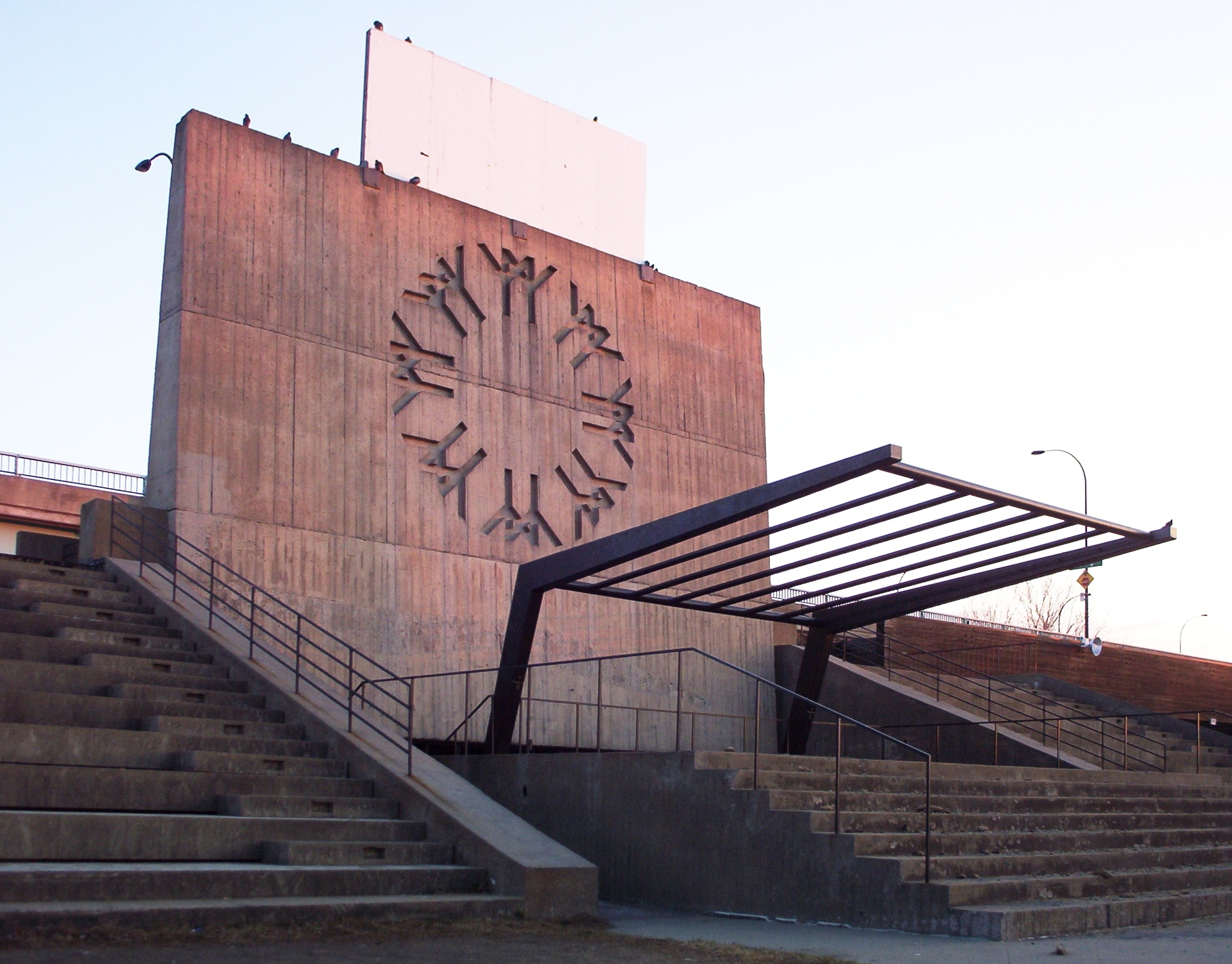
La place des Nations, avec le logo de l'Expo 67 puis de Terre des Hommes.

L'exposition se tient jusqu'en 1971 sur l'île Sainte-Hélène et l'île Notre-Dame, entre mai et septembre de chaque année. Les coûts engendrés pour maintenir cet immense site sur une période estivale de moins de 3 mois sont prohibitifs et les déficits récurrents sont annuellement comblés en partie par le gouvernement du Québec. À la suite d'une grève des cols bleus qui s'éternise et le choix de construire le futur bassin olympique à l'île Notre-Dame, celle-ci est fermée à partir du printemps 1972 et Terre des Hommes ne se tient que dans l'île Sainte-Hélène de 1972 à 1979. En 1980, on ouvre à nouveau l'île Notre-Dame, rénovée pour les Floralies internationales. On croyait y attirer une foule considérable et relancer le site de Terre des Hommes avec cette exposition internationale de fleurs. Toutefois, l'été pluvieux de 1980 tombe comme une douche d'eau froide sur les espérances des organisateurs. La fréquentation stagne. Terre des Hommes continue en parallèle, jumelé aux Floralies, en 1980 et 1981. 

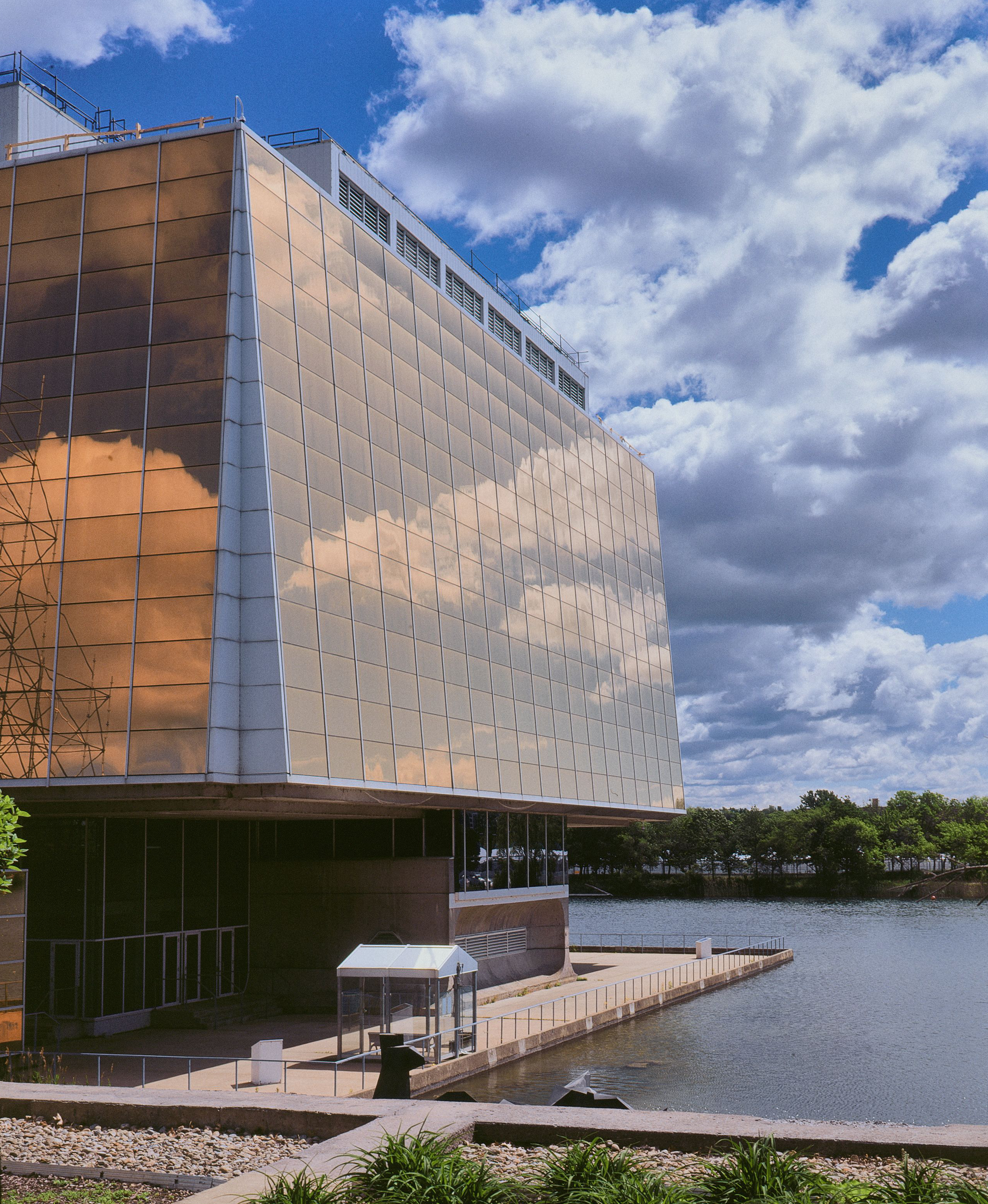
Le pavillon du Québec, devenu partie du Casino de Montréal.

### Déclin et fermeture
La crise économique du début des années 1980, jumelée à l'état des pavillons après plus de 15 ans d'usure force la ville de Montréal à fermer, en 1982, la partie ouest de l'île Sainte-Hélène ainsi que tous ses pavillons. L'exposition en tant que telle ferme en 1981 après des années de déficit. À partir de ce moment, Terre des Hommes se concentre uniquement sur l'île Notre-Dame, dans un décor naturel de parc public. Le pavillon de la France, renommé Palais de la civilisation, accueille de grandes expositions au milieu et vers la fin des années 1980. 
Avec les années, on en vint graduellement à laisser tomber, sans tambour ni trompette, l'appellation « Terre des Hommes ». Le glas sonne définitivement en 1992 lorsque les deux îles rénovées, dont l'ouest de l'île Sainte-Hélène transformé en parc public, rouvrent sous l'appellation Parc des Îles. En 2000, le parc est renommé parc Jean-Drapeau en l'honneur de l'ancien maire.

## Attraits

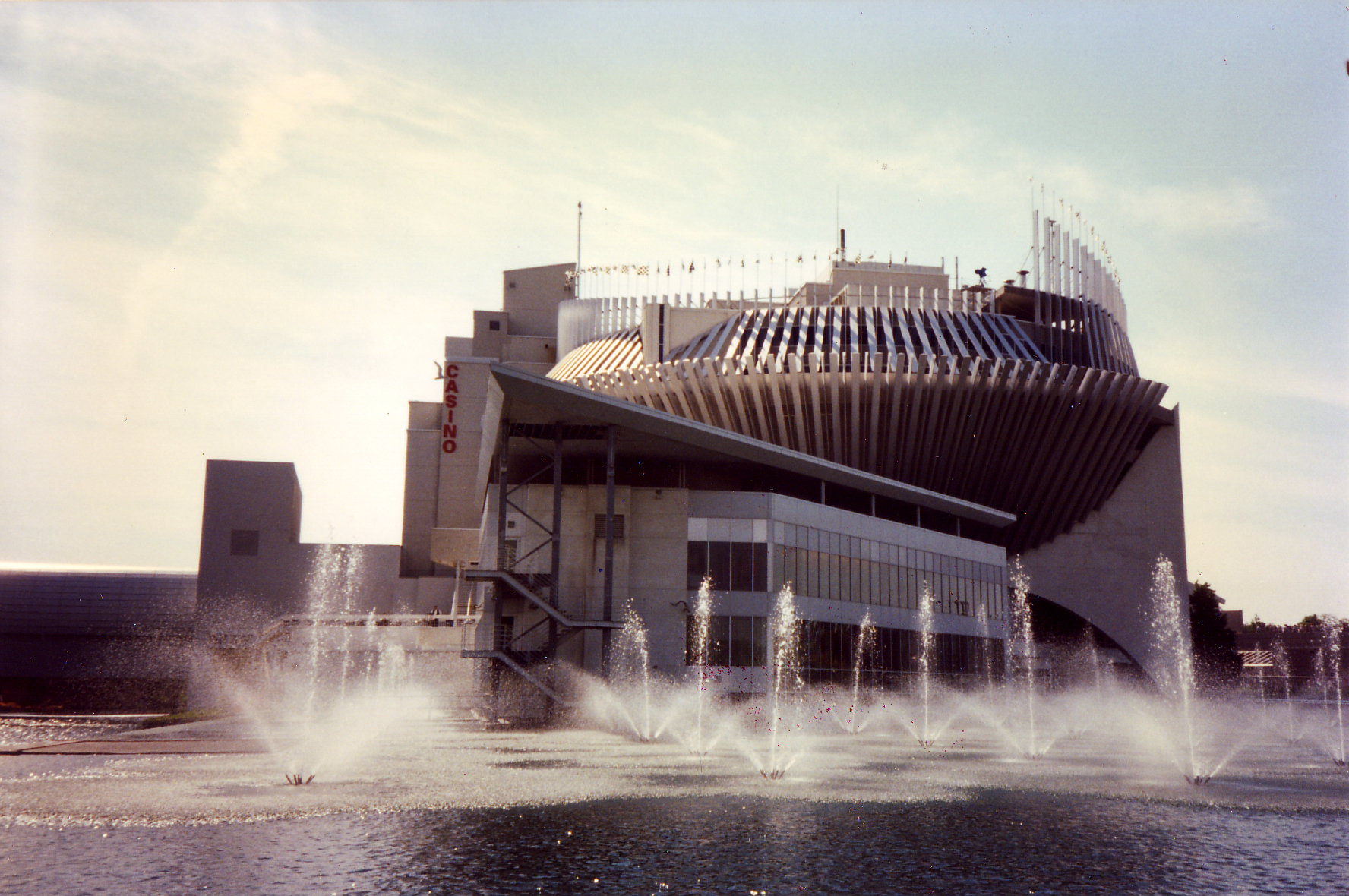
Le pavillon de la France, en 1996, devenu le Casino de Montréal.

Les pavillons les plus populaires de Terre des Hommes sont le cinéma 360 °, le village québécois, l’exposition de voitures anciennes à la Promenade et les pavillons de la France et du Québec.
Plusieurs événements ont lieu dans l'espace occupé par Terre des Hommes au fil des années, soit le Grand Prix de formule 1 du Canada depuis 1978, les Floralies internationales de Montréal en 1980, le premier Festival international de jazz de Montréal cette même année et la fête des Neiges depuis 1983.
Plusieurs artistes viennent y présenter des concerts, notamment Black Sabbath, Robert Charlebois, les Guess Who, James Brown et Chuck Berry.

## Fréquentation
Expo 67 ayant attiré plus de 50 millions de visiteurs à l'été 1967, tous les espoirs étaient permis et l'administration municipale avait de grandes ambitions sur l'achalandage prévu de Terre des Hommes 1968. On y prévoyait plus de 20 millions de visiteurs. La réalité s'avérera bien différente. La dixième édition de Terre des Hommes en 1977 est celle qui attire le plus visiteurs avec 4 millions de personnes. Voici la fréquentation en nombre de visiteurs de Terre des Hommes durant les premières années du site[réf. souhaitée] :
- 1968 : 12 500 000
- 1969 : 6 575 000
- 1970 : 6 000 000
- 1971 : 7 000 000
- 1972 : 1 430 000 (saison écourtée)
- 1973 : 3 200 000